# Климов, Вадим Александрович
Климов Вадим Александрович — журналист, редактор, продюсер, сценарист, режиссёр, автор телевизионных программ, арт-менеджер (куратор, галерист), гид (инструктор пешего, водного туризма), Член Союза литераторов РФ, Гильдии драматургов России, Союза журналистов России.

## Образование
МГИК, Специальность Культурно просветительская работа.
Дополнительное образование: Психолого-социальные технологии в менеджменте.
Курсы Алтайского краевого совета по туризму. 1983 г.
Институт повышения квалификации работников туристско-экскурсионных организаций. 1990 г.
Российский экономический университет им. Плеханова РЭУ им. Плеханова, Директор гостиничного комплекса/сети.

## Работа
Заведующий выставочного зала Краевого союза художников Алтайского края 1990 - 1993 г.

Новости АТН, «Экономикс», «Кэмп», «Афиша», телекомпания АТН г. Барнаул с 1993 до 2001 гг. «Афиша», «Культурная столица», ТВ МИР, РЕН ТВ Барнаул, с 2001 по 2016 гг.

«Авторская программа „Афиша“ выходит в эфир уже почти двадцать лет. Это специальная программа о событиях культуры, выходящая в эфире телеканала „РЕН Барнаул“ еженедельно. Главную задачу её бессменный автор Вадим Климов видит в пропаганде культуры и искусства. ... В программе рассказывается о выставках барнаульских художников, концертах местных коллективов, театральных постановках, новинках алтайской литературы. В.Климов рассказывает о том, что происходит в музеях, театрах, в концертных и выставочных залах, встречается с артистами, художниками, музыкантами, литераторами, тесно сотрудничает с комитетом по культуре администрации г. Барнаула. ... В фокусе внимания „Афиши“ неизменно находятся Союз писателей Алтая, литературные журналы „Барнаул“ и „Алтай“ и другие издания. Программа сотрудничает с городскими библиотеками. ...

Служение Вадима Климова, его талант и блестящий профессионализм не оставались не замеченными. Он неоднократно получал профессиональные награды. В 2008 году ему был присуждён дипломом Золотое перо Алтая»
Работал инструктором и экскурсоводом на турбазе "Золотое озеро", "Империя туризма", "Манжерок" и в кемпинге "Алтын туу". Директором кемпинга "Карагай". С 2018 года экскурсовод отеля "Altay Villalage" на Телецком озере.
В 2001 году Пресс секретарь сборной команды Сибири на Эверест.

## Сценарист, продюсер документальных фильмов
- «Барнаул: город, годы и люди». Режиссёр — Александр Быков. 2009 г.
- «Этот трудный лёгкий жанр» — 50 лет театру музыкальной комедии г. Барнаул. Режиссёр — Александр Быков.
- «Современное искусство Китая». https://www.youtube.com/watch?v=92SgFs7OFSQ&t=779s

## Драматургия
Лауреат конкурса «Авторская сцена Алтая» в рамках II Всероссийского молодёжного театрального фестиваля имени Валерия Золотухина, пьеса «Как заставить себя смеяться».
Лонг-лист конкурса «Время драмы, Архивная копия от 22 января 2021 на Wayback Machine 2015, зима». Пьеса «Просто так розочка».
Всероссийского конкурса русскоязычной драматургии «Действующие лица Архивная копия от 11 августа 2020 на Wayback Machine» Пьеса «За искусство (Конец цитаты)» вошла в список победителей и опубликована в сборнике «Лучшие пьесы 2017».
Независимый Международный конкурс современной драматургии «ИСХОДНОЕ СОБЫТИЕ — XXI ВЕК» ШОРТ-ЛИСТ «Убей в себе Шэрон Стоун» Вадим Климов (Барнаул). ЛОНГ-ЛИСТ «ЖЗЛ» «Достоевский проездом» Вадим Климов (Барнаул) 2021 г.

## Постановки
«Двери Семейная драма в 3-х актах» режиссёр Анатолий Кошкарёв.
«Мебельный дом. Три монолога» режиссёр Евгений Щемелев.
В 2017 в Алтайском краевом театре драмы им. В. М. Шукшина состоялась читка пьесы «Как заставить себя смеяться». Эскиз спектакля по пьесе «Как заставить себя смеяться» поставил Сергей Стасюк, лаборатория «Драматурги Алтая: от замысла к воплощению».
В 2017 г. Состоялась читка пьесы «Рыбанём» театра «Студия: Project» г. Москва.
В 2021 г "Достоевский проездом" "Крепостной театр" режиссёр Александр Савин. Адаптация - Константин Борнеман.

## Публикации
- Сборник «Лучшие пьесы 2017». Издательство «Лайвбук» г. Москва.
- Литературный альманах «Ликбез». http://www.lik-bez.ru/authors/28064 Архивная копия от 3 декабря 2020 на Wayback Machine
- "Свободные пьесы" 2018 г. https://ridero.ru/books/svobodnye_pesy/ Архивная копия от 23 ноября 2020 на Wayback Machine
- "Валет — книга о выставке Дениса Воробьёва" https://ridero.ru/books/valet_denis_vorobev_khudozhnik/
- "О культуре в Барнауле. Том № 1". 2020 г. https://ridero.ru/books/o_kulture_v_barnaule_tom_1/ Архивная копия от 3 декабря 2020 на Wayback Machine
- "О культуре в Барнауле. Том № 2" 2020 г. https://ridero.ru/books/o_kulture_v_barnaule_tom_2/ Архивная копия от 5 ноября 2021 на Wayback Machine
- "О культуре в Барнауле. Том № 3" 2021 г. https://ridero.ru/books/o_kulture_v_barnaule_tom_3/ Архивная копия от 5 ноября 2021 на Wayback Machine
- "2 пьесы 2" 2021 г. https://ridero.ru/books/2_pesy_2/ Архивная копия от 5 ноября 2021 на Wayback Machine
- "Достоевский проездом" 2021 г. https://ridero.ru/books/dostoevskii_proezdom_barnaul_1857_2021_gg/ Архивная копия от 5 ноября 2021 на Wayback Machine
- "Был дед. (О художнике Н.И. Буданове)" 2021 г. https://ridero.ru/books/byl_ded/ Архивная копия от 5 ноября 2021 на Wayback Machine
- "На Алтай" 2022 г. https://ridero.ru/books/na_altai/
- "Николай и медведь" 2023 г. https://ridero.ru/books/nikolai_i_medved/
- "Алтай. Телецкое озеро" 2024 г. https://ridero.ru/books/altai_teleckoe_ozero/

## Выставки и выставочная детальность
Куратор выставочных проектов. Директор выставочного зала Союза художников России г. Барнаул, Алтайский край. Основатель галереи современного искусства «Республика ИЗО» в г. Барнауле. 

«Республика ИЗО» — крупнейшая частная галерея в Сибири. Галерея не раз становилась площадкой для ряда крупных выставок всероссийского уровня, таких как «Тотальная Сибирь» (при поддержке «Сибирский центр современного искусства», г. Новосибирск), «Сибирский андеграунд. 20 лет спустя» при содействии Музея современного искусства «Эрарта» (г. Санкт-Петербург). Также «Республика ИЗО» участвовала в межрегиональном проекте «Аз. Арт. Сибирь — 2013». Приоритетом для галереи является искусство художников Алтайского края, именно их творчеству уделяется особое внимание и отдаётся большая часть выставочного пространства".
С 1985 г. входил в группу молодых художников г. Барнаула (Юрий Эсауленко, Алексей Чеканов, Александр Маркин и др.). Был членом творческого объединения «Тихая мансарда» с 1988 г, соучредителем «Фонда поддержки художников» и «Тёмной галереи» 1996 г.

## Организатор выставок. (Куратор)
«Тихая мансарда» (Все корми дураков). Галерее АлтГу г. Барнаул, 1988 г.
«СвотСво» (Свободный Творческий Союз). «Аспекты Ночного Городской театра». Галерее АлтГу г. Барнаул, 1989 г.
«Рыба». Галерее АлтГу г. Барнаул, 1990 г.
«За 1000 лет до мифологии». Галерее АлтГу г. Барнаул, 1991 г.
«Этнография». Галерее АлтГу г. Барнаул, 1991 г.
«Я вижу мир», молодёжная выставка. Выставочный зал союза художников, г. Барнаул 1988 г.
«Дом Носовича». Дом Носовича, г. Барнаул, 1988 г.
«Лодка». Выставочный зал союза художников, г. Барнаул, 1993 г.
«Медитативный символизм», Павел Поясков. Государственный художественный музей Алтайского края, г. Барнаул, 1994 год.
«Сны аборигенов», Юрий Эсауленко, Елена Булатов. Выставочный зал союза художников, г. Барнаул, 1994 г.
«Похвала шёлку», Елена Волкова. Выставочный зал Союза художников, г. Барнаул, 1994 г.
«Универсум арт». Выставочный зал союза художников, г. Барнаул, 1995 г.
«Большая Ню», Юрий Эсауленко и Павел Поясков. Государственный художественный музей Алтайского края 1995 г.
«Электричество». Тёмная галерея, г. Барнаул, 1997 г
«Мусорный ветер». Тёмная галерея, г. Барнаул, 1998 г.
«Стул для созерцания», Николай Коротков. Государственный художественный музей Алтайского края, г. Барнаул, 1996 г.
«Полёт над кризисом», Николай Кортков. Государственный художественный музей Алтайского края, г. Барнаул, 2009 г.
«Исчезновение и появление Никольской церкви», Николай Коротков. Музей «Город» Архивная копия от 22 января 2021 на Wayback Machine г. Барнаул. 2010 г.
«Чекануться нужно», Алексей Чеканов (Лёка). Арт центр «Пушкинская» 10, Галерея "Дверь, г. Санкт-Петербург, 2019 г.
Галерея «Республика Изо» основана 28 января 2012 г.